# Тана (река)
Река Тана је најдужа река у Кенији и даје име провинцији кроз коју тече. Дужина речног тока је 700 km. Њене притоке су Тика, као највећа, и друге мање реке које теку само током кишне сезоне. Извор се налази у планинском венцу Абердаре у Централној Кенији западно од града Њери. Река Тана тече прво на исток до планине Кенија, а потом иде кроз резервоаре Масинга и Кјамбере, створених од Киндарума бране. Након бране, река се окреће ка северу и тече у правцу север-југ, на граници између националних резервата Меру и Китуи и Бисанади, Кора и Раболи. У резерватима река скреће источно, а потом југоисточно. Пролази кроз градове Гариса, Хола и Гарсен пре ушћа у Индијски океан у области Унгвана-Беј Кипини. На крају, ушће реке се претвара у делту која долази чак 30 километара узводно од ушћа.
Годишњи проток реке премашује 5.000 кубних метара у просеку, али знатно варира током године. Обухвата и две плавне сезоне сваке године. Између 1944. и 1978. године просечни укупни проток био је 6.105, варирајући од 1.789 1949. године до 13.342 1968. године. У периоду 1982-1996, годишњи проток се није спуштао испод 5.000. Серије хидроелектрана изграђених дуж реке, укључујући Киндаруму 1968, Камбуру 1975, Гитару 1978, Масингу 1981. и Кјамбере 1988. Студија из 2003. године потврдила је да се две трећине потреба Кеније за електричном енергијом добијају управо из ових хидроелектрана.